# (100388) 1995 WW7
(100388) 1995 WW7 es un asteroide perteneciente al cinturón de asteroides, descubierto el 28 de noviembre de 1995 por Takao Kobayashi desde el Observatorio de Ōizumi, Ōizumi, Japón.

## Designación y nombre
Designado provisionalmente como 1995 WW7.

## Características orbitales
1995 WW7 está situado a una distancia media del Sol de 3,070 ua, pudiendo alejarse hasta 3,844 ua y acercarse hasta 2,295 ua. Su excentricidad es 0,252 y la inclinación orbital 12,49 grados. Emplea 1964 días en completar una órbita alrededor del Sol.

## Características físicas
La magnitud absoluta de 1995 WW7 es 14,2. Tiene 4,787 km de diámetro y su albedo se estima en 0,194.